# Paul Arndt (duchowny ewangelicko-reformowany)
Paul Rudolf Otto Arndt (ur. 13 lipca 1868 w Gdańsku, zm. 23 marca 1955 w Wittenberdze) – niemiecki duchowny ewangelicko-reformowany, historyk Kościoła.

## Życiorys
Urodził się w rodzinie kupca Ottona Arndta z reformowanej parafii św. Piotra. Ukończył gimnazjum realne św. Piotra w 1889, a w 1890 zdał maturę uzupełniająca w Królewskim Gimnazjum w Gdańsku. Studia teologiczne odbył na uniwersytetach w Berlinie, Marburgu i w Gryfii. W 1895 zdał przed gdańskim konsystorzem I egzamin, a w 1896. II egzamin teologiczny, po czym do jesieni 1897 pracował jako nauczyciel domowy, a następnie jako wikariusz superintendenta Boehmera w Kwidzynie. Ordynowany na duchownego 6 listopada 1898 przez superintendenta Platha w Kartuzach. W latach 1898–1899 był administratorem w Szymbarku pow. Kartuzy. Wybrany 23 maja 1899 i wprowadzony w urząd 27 sierpnia, był pierwszym po 100 latach przerwy stałym pastorem parafii reformowanej w Toruniu. Przyczynił się do konsolidacji parafii i wraz z kolegium kościelnym wzniósł nowy kościół w centrum miasta (1902–1904). Od 27 lipca 1919 był pastorem zboru reformowanego w Tylży. Jako emeryt 1 października 1936 zamieszkał w Elblągu. W 1945 osiadł w Wittenberdze. Opublikował prace dotyczące historii kalwinizmu w Toruniu, których ustalenia wciąż pozostają aktualne.

## Prace publikowane
- Paul Arndt, Geschichte der evangelisch-reformierten Gemeinde in Thorn. Festschrift zur Einweihung der neuen Kirche am 18. Februar 1904, Thorn, 1904
- Paul Arndt, Die reformierten Geistlichen im Stadt- und Landkreis Thorn 1586-1921, "Mitteilungen des Coppernicus-Vereins für Wissenschaft und Kunst zu Thorn", H. 47, 1939
- Paul Arndt, Artomius Peter; Chodowiecki Johann Serenius, [w:] Altpreussische Biographie, Bd. 1, Königsberg 1941